# Spyros Danellis

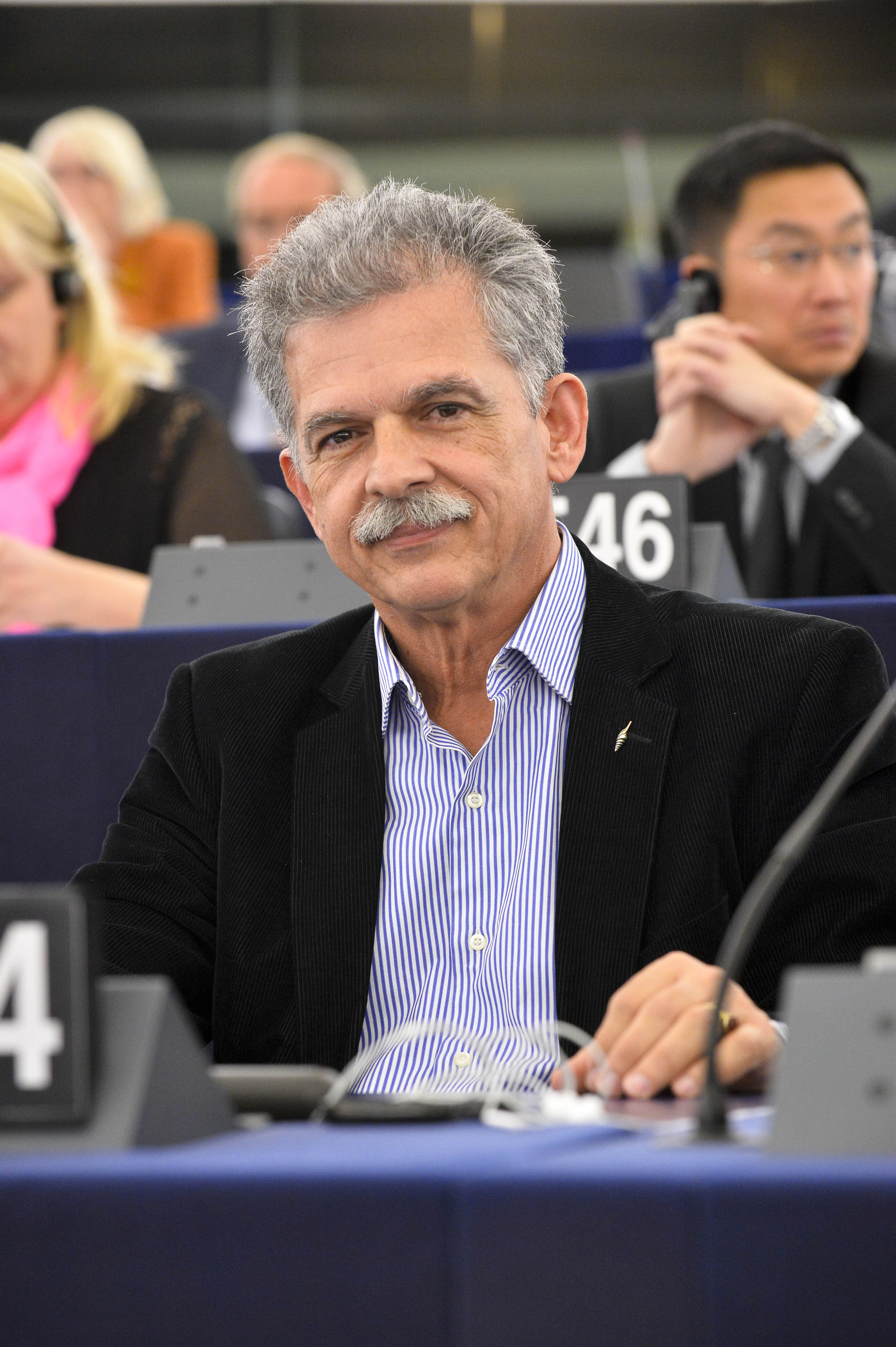
Spyros Danellis, 2014

Spyros Danellis (griechisch Σπύρος Δανέλλης, * 28. Januar 1955 in Iraklio, Kreta) ist ein griechischer Politiker der Panellinio Sosialistiko Kinima und Architekt.

## Leben
Danellis studierte Architektur an der Universität Florenz. Er war von 1996 bis 2000 Abgeordneter im Griechischen Parlament. Von 2003 bis 2009 war er Bürgermeister von Chersonisos auf Kreta.  Am 8. Oktober 2009 ist Danellis als Abgeordneter in das Europäische Parlament nachgerückt.
Er ist verheiratet mit der griechischen Archäologieprofessorin Nena Galanidou, die an der Universität Kreta lehrt.